# آرنولد لیونگرون

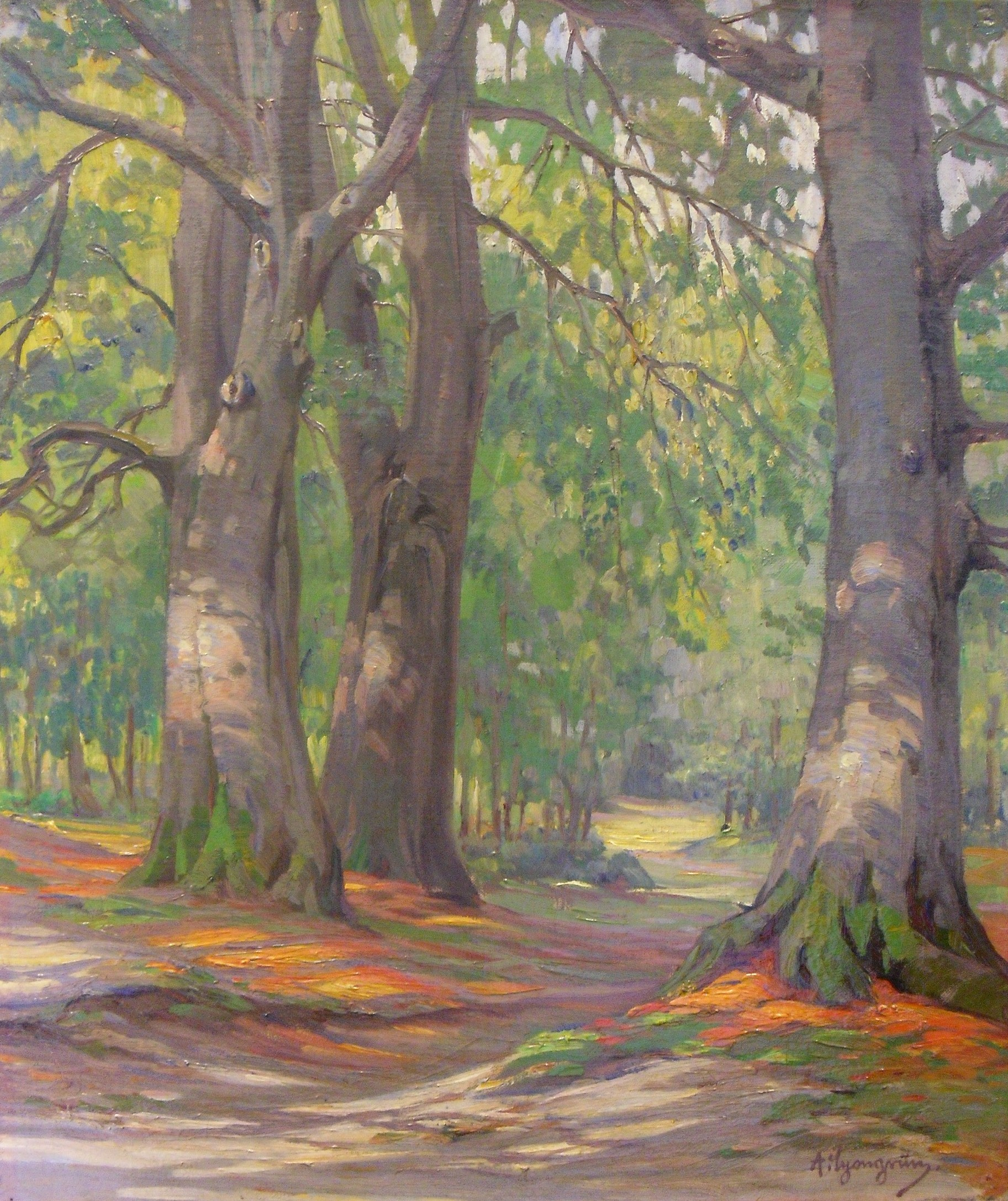
آرنولد لیونگرون: جنگل راش (۱۸۹۹)

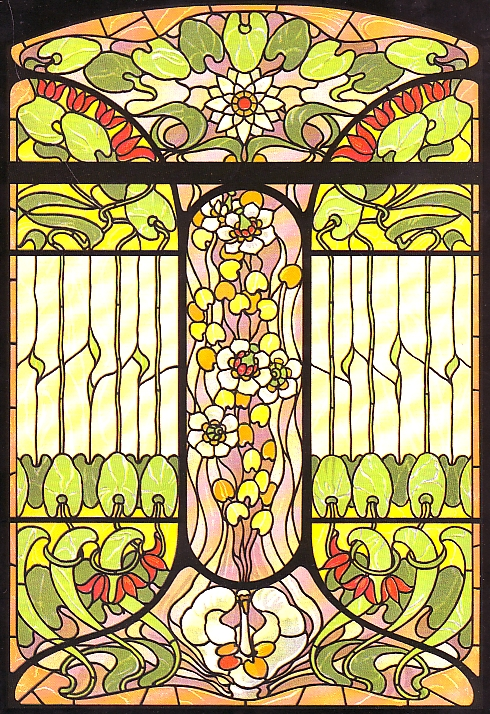
آرنولد لیونگرون: پیشنهادی برای یک پنجره هنری نو (برلین، نیویورک، ۱۹۰۰)

ارنست آرنولد لیونگرون (۱۸۷۱–۱۹۳۵) هنرپیشه آلمانی هنرهای تزئینی Jugendstil یا هنر نو و نقاش در سبک امپرسیونیستی بود.

## اوایل زندگی
لیونگرون در دوم اکتبر ۱۸۷۱ در شهر دومنائو، استان پروس (در حال حاضر دومنوو، روسیه) به دنیا آمد. او در دوران شکوفایی Gründerzeit در امپراتوری آلمان بزرگ شد و در کونیگزبرگ (کالینینگراد کنونی در روسیه) و برسلا (در حال حاضر وروتسواف در لهستان) تحصیل کرد. پس از آن در آکادمی جولیان در پاریس زیر نظر هنرمندان فرانسوی همچون ژول ژوزف لوفور و تونی روبر فلوری تحصیل کرد و سفرهای دوران دانشجویی خود را به دور فرانسه، اتریش و ایتالیا انجام داد.
از سال ۱۸۹۸، لیونگرون در منطقه هامبورگ زندگی و کار کرد و در سال ۱۹۰۷ معلم آکادمی دولتی هنر، در شهر هامبورگ شد.
او در طول جنگ جهانی اول برای خدمت در ارتش آلمان فراخوانده شد. لیونگرون از جنگ جان سالم به در برد و در سال ۱۹۱۹ به یک نقاش مستقل تبدیل شد. او به عضویت انجمن هنرمندان هامبورگ (تأسیس ۱۹۲۰) درآمد و بعدها عضو انجمن ملی هنرمندان تجسمی آلمان (Reichsverband Bildender Künstler Deutschlands) شد. چند سال بعد او عضو کلونی هنرمندان در اهرنشوپ واقع در شبه جزیره دارس در دریای بالتیک بود.

## حرفه
لیونگرون جوان در طول اقامت خود در کشور فرانسه از جنبش هنر نو که مدرسه نانسی (به فرانسوی: École de Nancy) نمونه‌ای آن بود، الهام گرفت. او تعدادی الگو برای هنرهای تزئینی و صنایع دستی منتشر کرد که نقوش تزئینی از دنیای طبیعی (۱۸۹۹) و ایده‌های جدید برای هنر تزئینی (۱۹۰۱) از جمله آن‌ها بود. این آثار هم‌اکنون در موزه هنر متروپولیتن نیویورک نگهداری می‌شود.
در تاریخ هنر، لیونگرون در درجه اول به عنوان یک نقاش منظره و یک هنرمند دریایی در نظر گرفته می‌شود. نقاشی‌های او شامل صحنه‌هایی از جنگل سیاه، منطقه هیث Lüneburg، مناطق کم ارتفاع هامبورگ و سواحل دریای بالتیک است. او همچنین چندین پرتره کشید. نمایشگاه‌های اولیه آثار لیونگرون در سال‌های ۱۹۱۱ و ۱۹۱۹ در هامبورگ برپا شد.

## نگارخانه

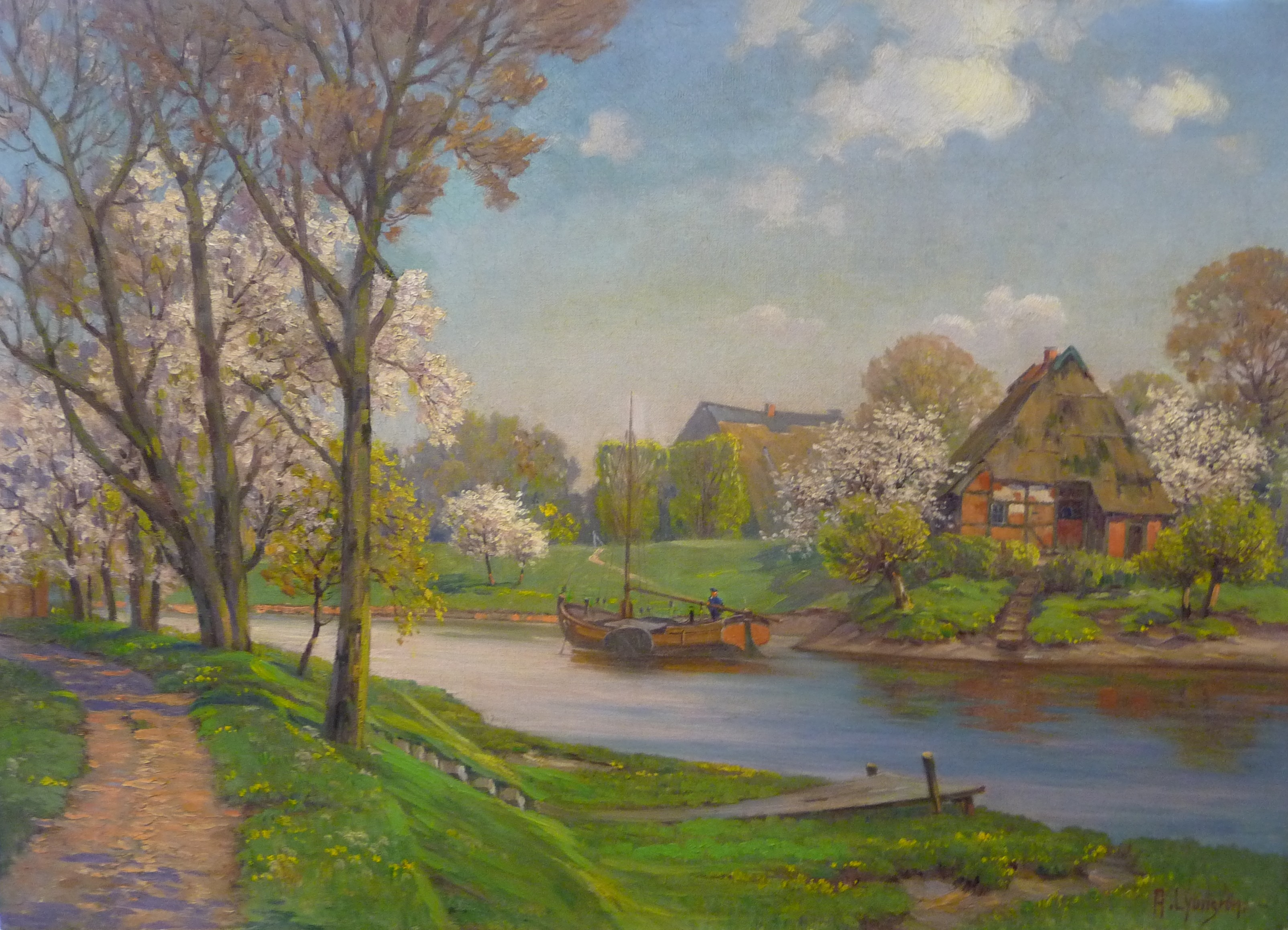
بهار در لوه(۱۹۰۴)
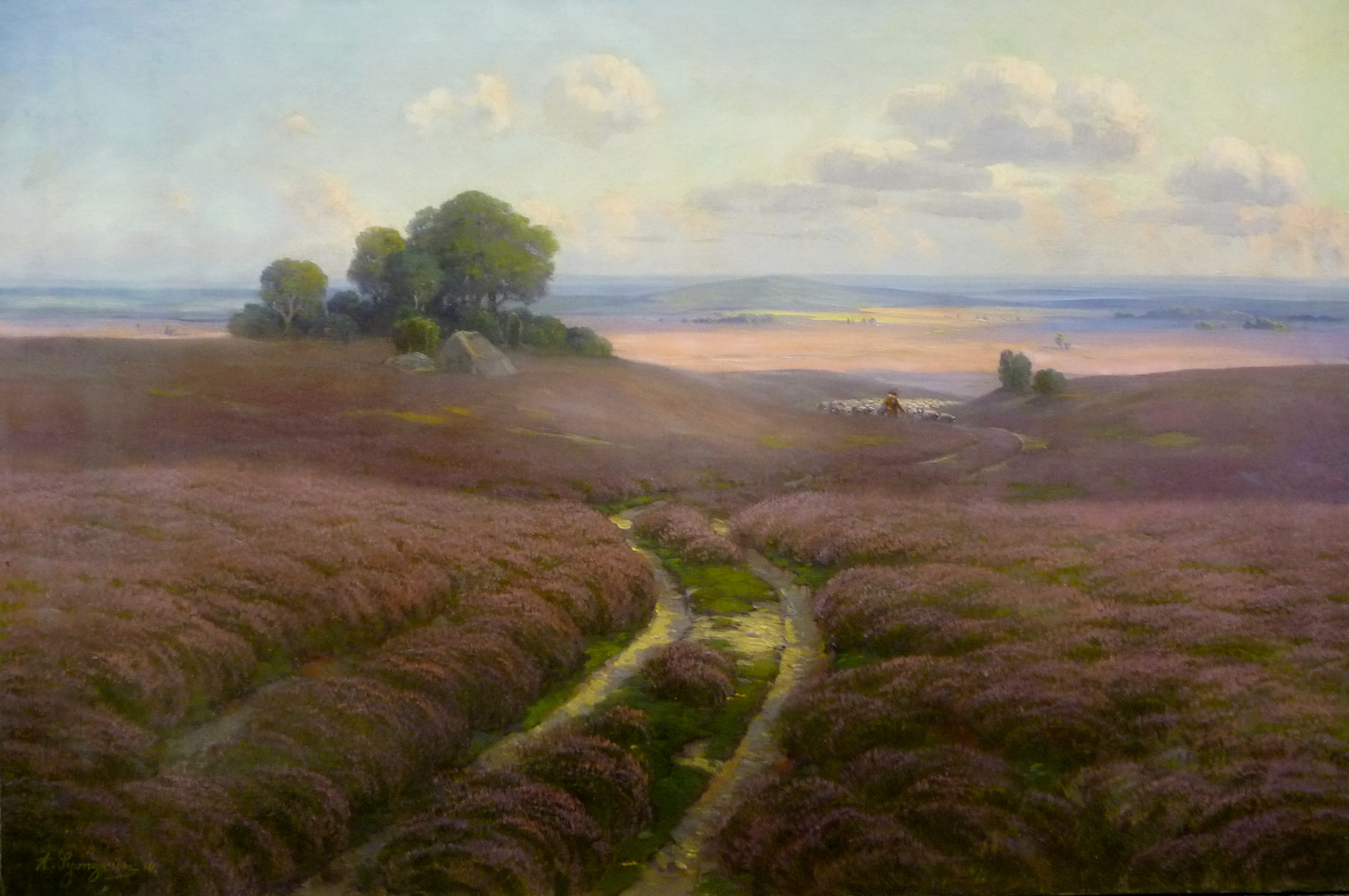
هیث شکوفه(۱۹۱۰)
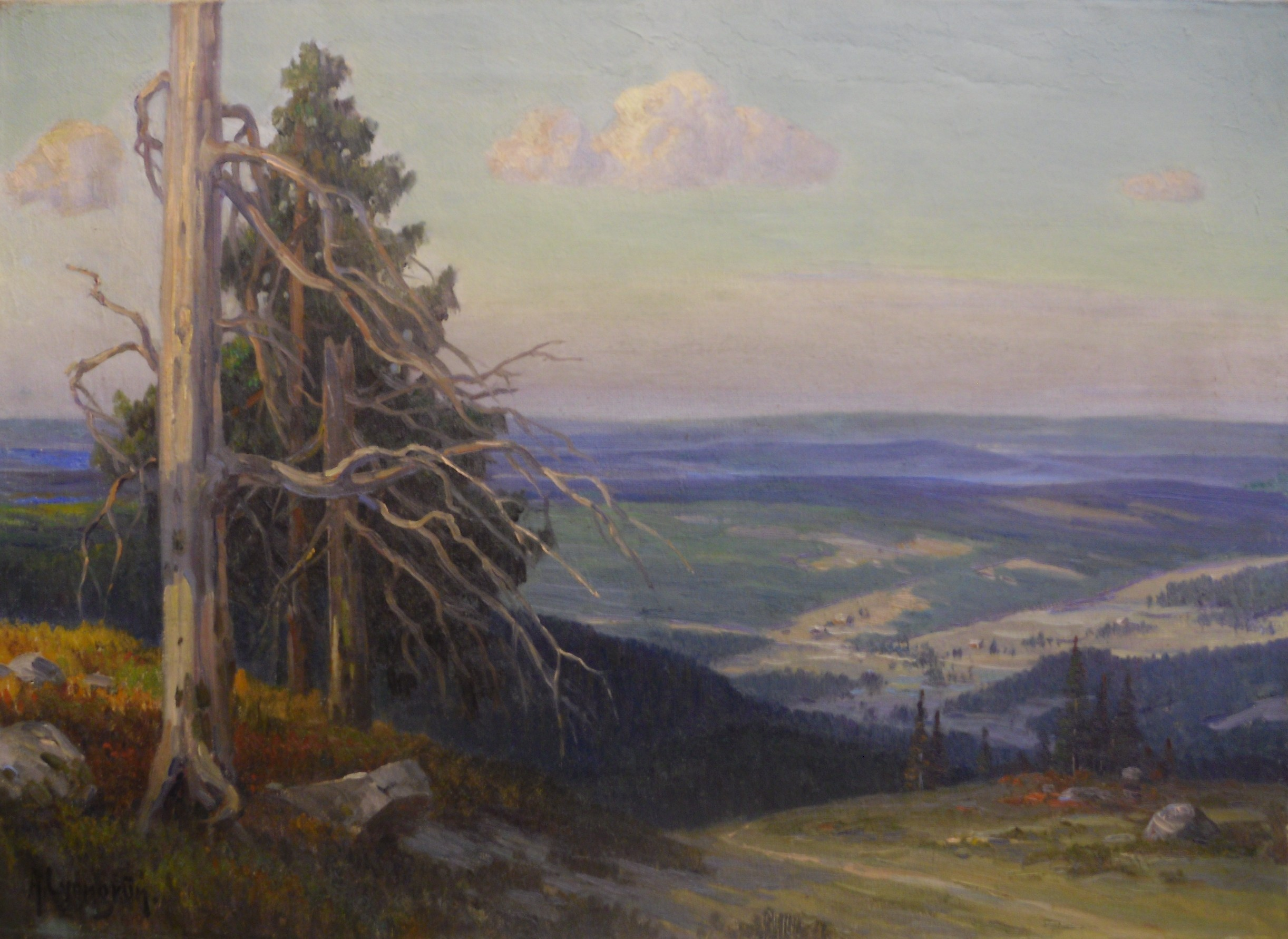
فلدبرگ، جنگل سیاه(۱۹۱۰)
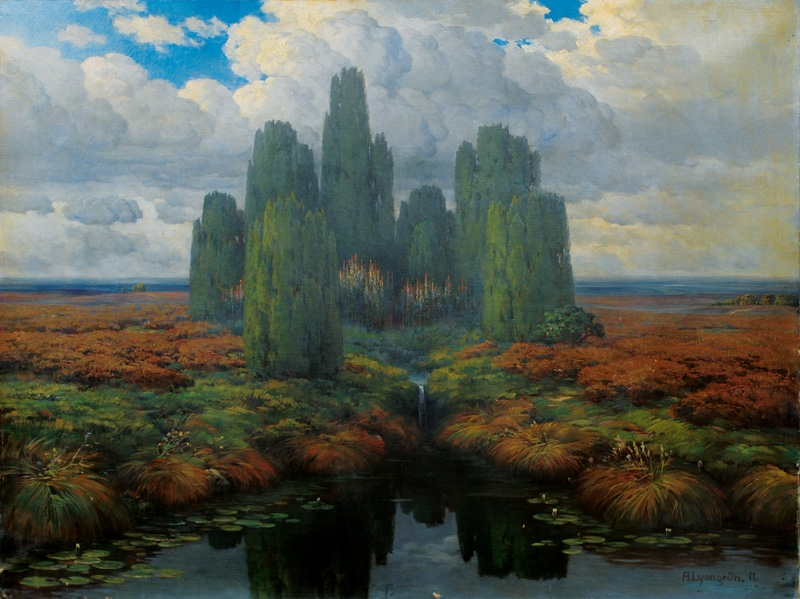
منبع(۱۹۱۱)
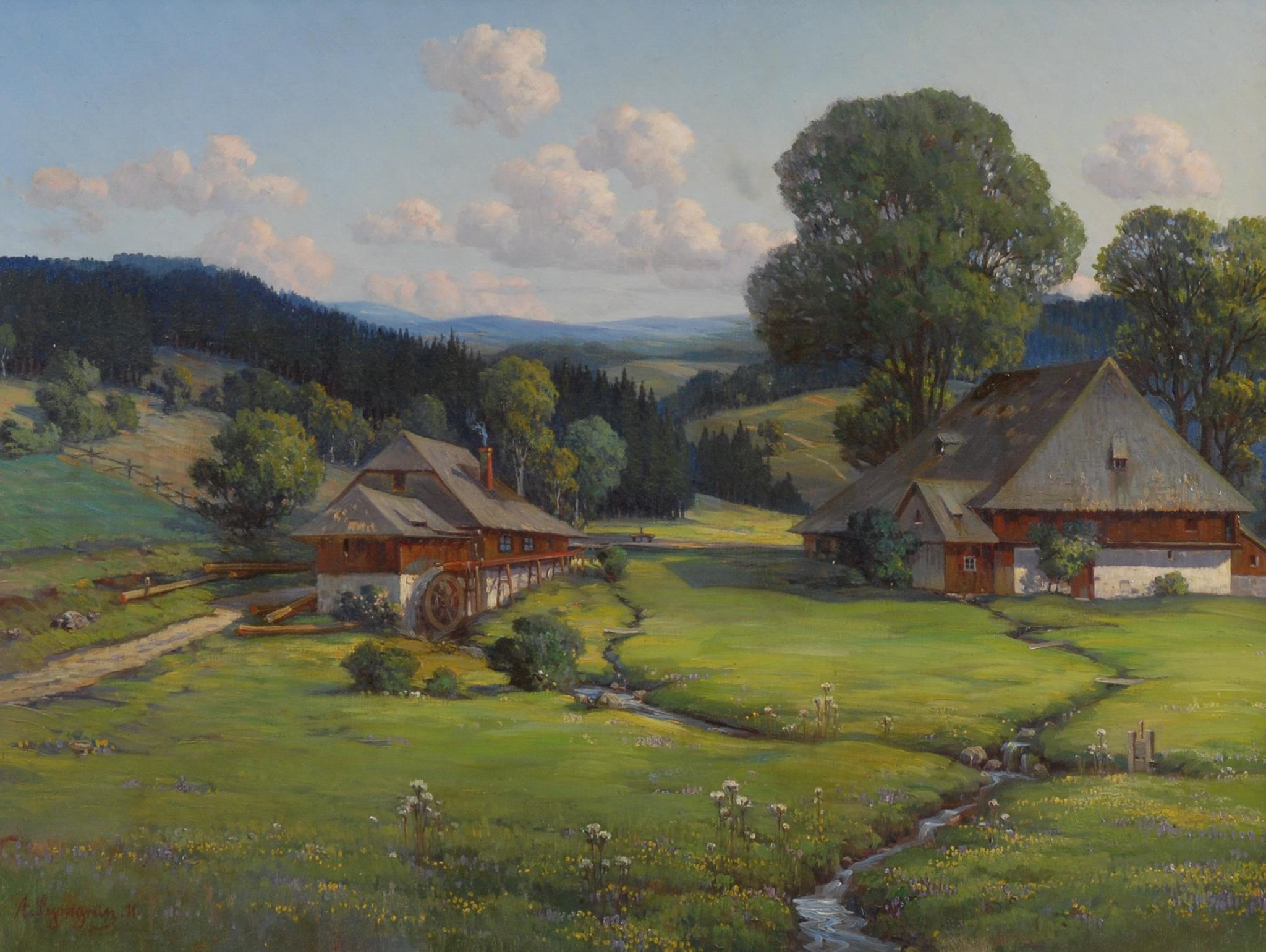
آسیاب روی تیتیس(۱۹۱۲)
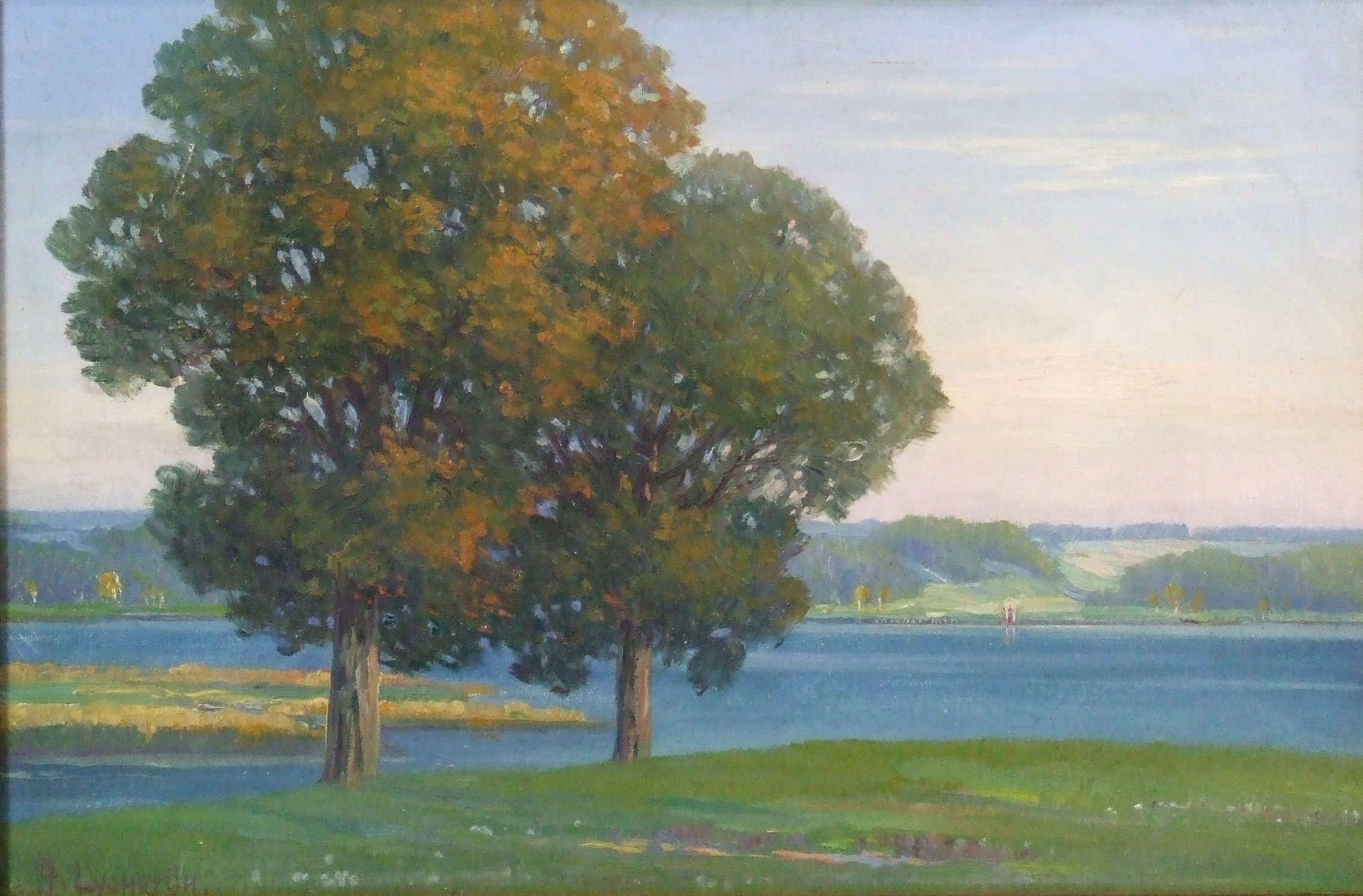
اوکس در Kellersee(1919)
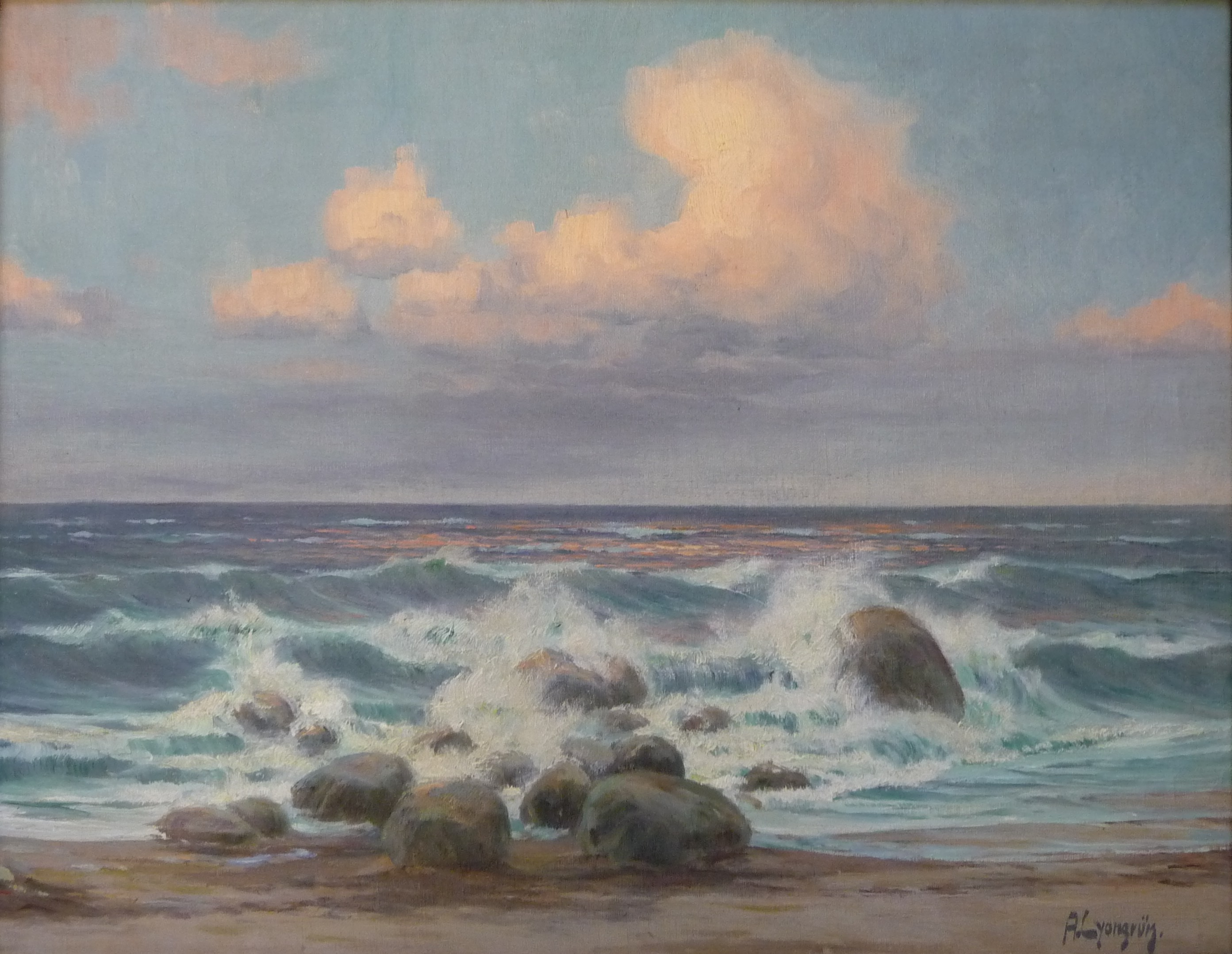
عصر در دریای بالتیک(۱۹۲۱)
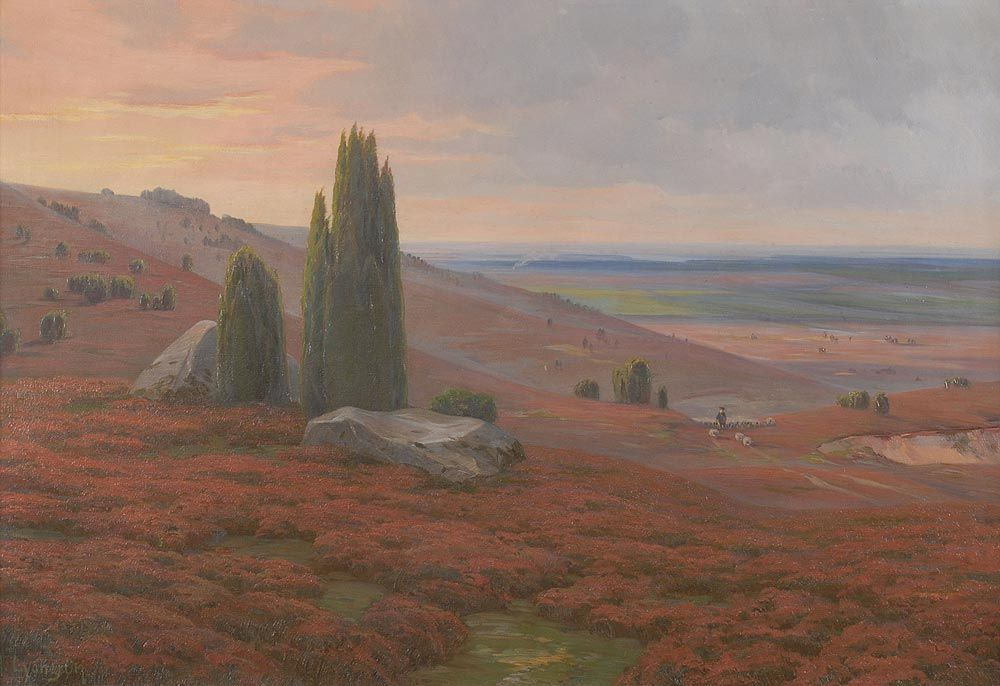
منظره هیث در نزدیکی Wilsede
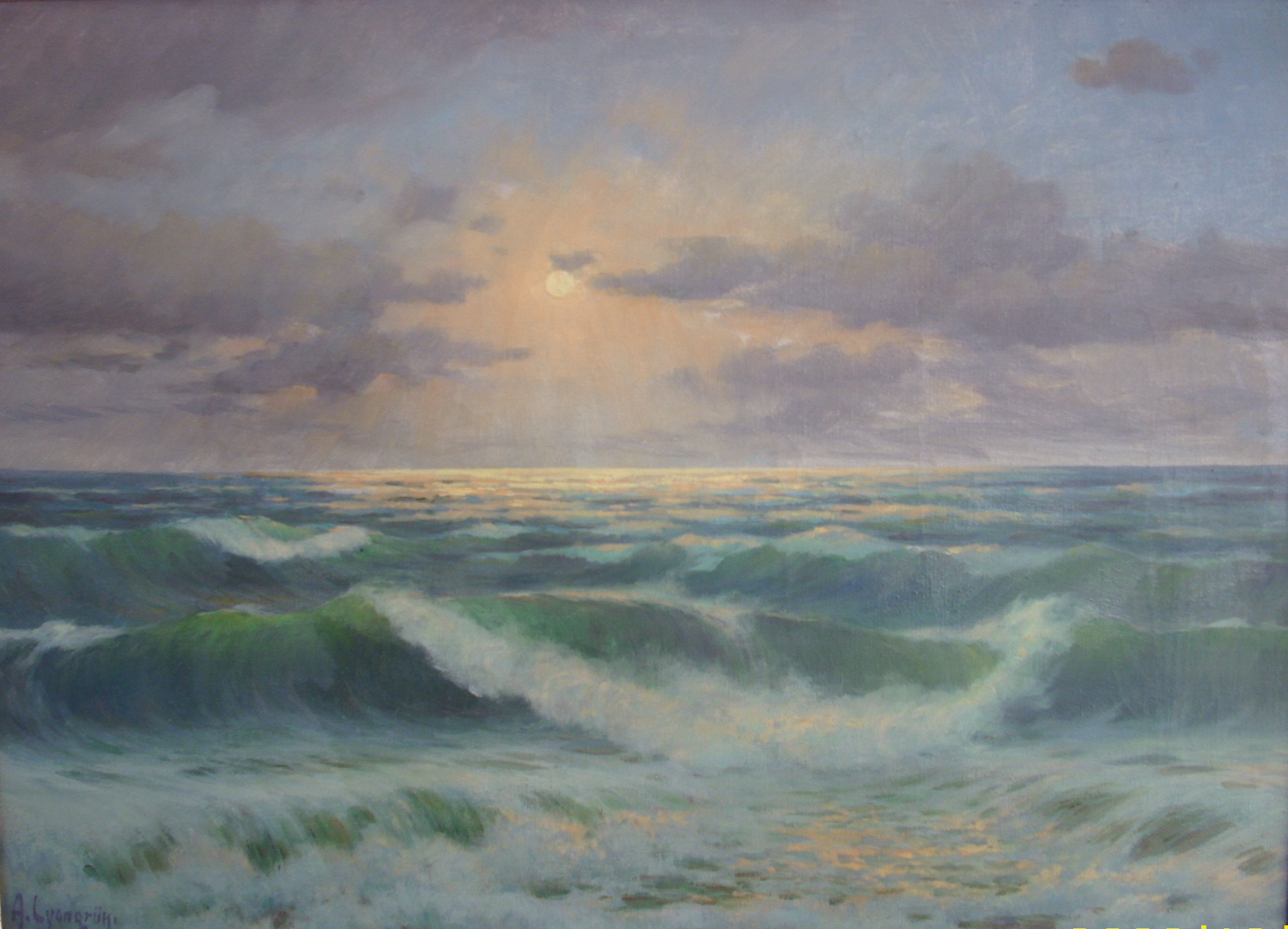
موج سواری دریای بالتیک(۱۹۲۵)
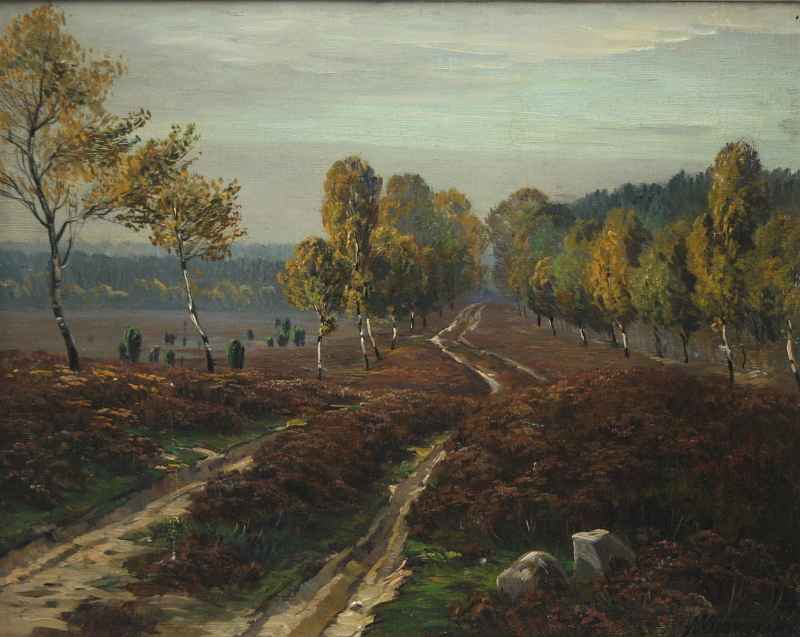
آهنگ، لونبورگ هیث
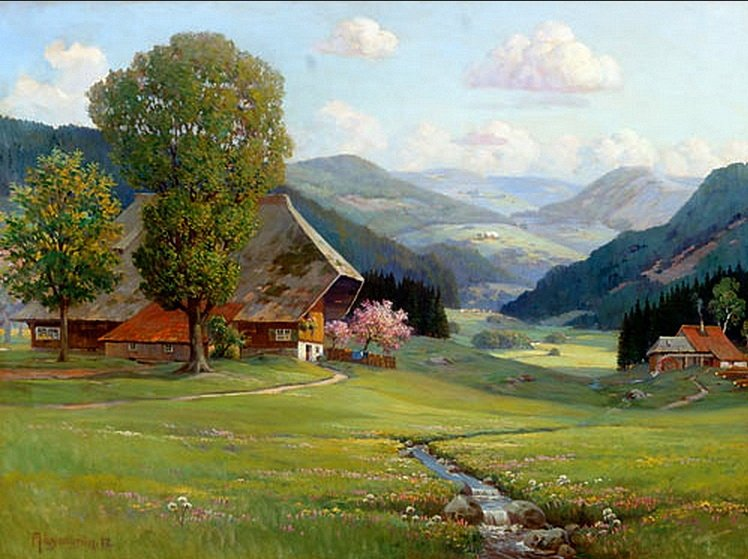
بهار، جنگل سیاه (۱۹۱۲)

## انتشارات
- آرنولد لیونگرون: Eine Sammlung Naturalistischer Motive. Verlag Bernhard Friedrich Voigt, Laipzig 1898
- آرنولد لیونگرون: Neue Ornamente. Verlag Ernst Wasmuth، برلین ۱۸۹۹–۱۹۰۲
- آرنولد لیونگرون: Vorbilder für Kunstverglasungen im Style der Neuzeit. Verlag Hessling، برلین / نیویورک ۱۹۰۰
- Arnold Lyongrün: Neue Ideen für dekorative Kunst und das Kunstgewerbe , Verlag Kanter und Mohr، برلین ۱۹۰۳
- آرنولد لیونگرون: شاهکارهای هنر نو، طرح شیشه ای رنگی، ۹۱ نقوش تمام رنگی. Verlag Dover Pubn، ۱۹۸۹
- آرنولد لیونگرون: از طبیعت تا زینت، اشکال ارگانیک در سبک آرت نو. مجموعه آرشیو تصویری دوور، ۲۰۱۰